# Parma Calcio 2022
El Parma Calcio 2022 conocido simplemente como Parma o Parma Femenino, es un club de fútbol femenino, sección del Parma Calcio 1913, con sede en la ciudad homónima de Emilia-Romaña, Italia. Fue fundado en junio de 2022, disputa sus partidos de local en el estadio Ennio Tardini y actualmente compite en la Serie B, segunda categoría del fútbol femenino italiano.

## Historia

### Academy Parma Calcio
En 2015, año de la refundación de su homólogo masculino, se creó un equipo femenino inscrito como Parma Calcio 1913 y a partir del siguiente año denominado "Academy Parma Calcio", compitió en ligas regionales y Serie C.

#### Primer ascenso
En 2018 el equipo obtuvo su ascenso a la Serie C tras haber acabado en 1.º lugar de la Eccellenza femminile (cuarta categoría), por consiguiente participó en la Serie C 2019-20 quedando 13.º en su liga y descendiendo tras 15 derrotas, 1 empate y solo 1 victoria, dicho torneo fue suspendido debido a la pandemia de COVID-19.

#### Segundo ascenso
Luego de varios inconvenientes debido a la pandemia, el club retomó sus actividades en la temporada 2021-2022, y dirigido por Ilenia Nicoli, logra su segundo ascenso a la Serie C.

### Parma Calcio 2022

#### Compra del Empoli FBC
El 10 de junio de 2022 el presidente Kyle Krause (quien había comprado el club masculino en 2020) anunció oficialmente la compra de las acciones del Empoli FBC al Empoli FC, cambiando su nombre y demás a la denominación actual de Parma, registrando al equipo para disputar la máxima categoría en la temporada 2022-23.

#### Debut en Serie A
Luego del informe oficial de compra se anunció el equipo y cuerpo técnico para afrontar la Serie A. Fabio Ulderici como entrenador y Domenico Aurelio como director deportivo llegaron al club provenientes de Empoli FBC, de este último equipo también arribaron algunas jugadoras como Alessia Capelletti , Bianca Bardin y Ludovica Silvioni.
El 29 de agosto de 2022 el equipo debutó oficialmente en la derrota por 4-1 ante Inter de Milán. Danielle Cox anotó el descuento y el primer gol oficial del club en la Serie A.

##### Descenso
En mayo de 2023 desciende a la Serie B, segunda categoría del fútbol italiano.

## Estadio

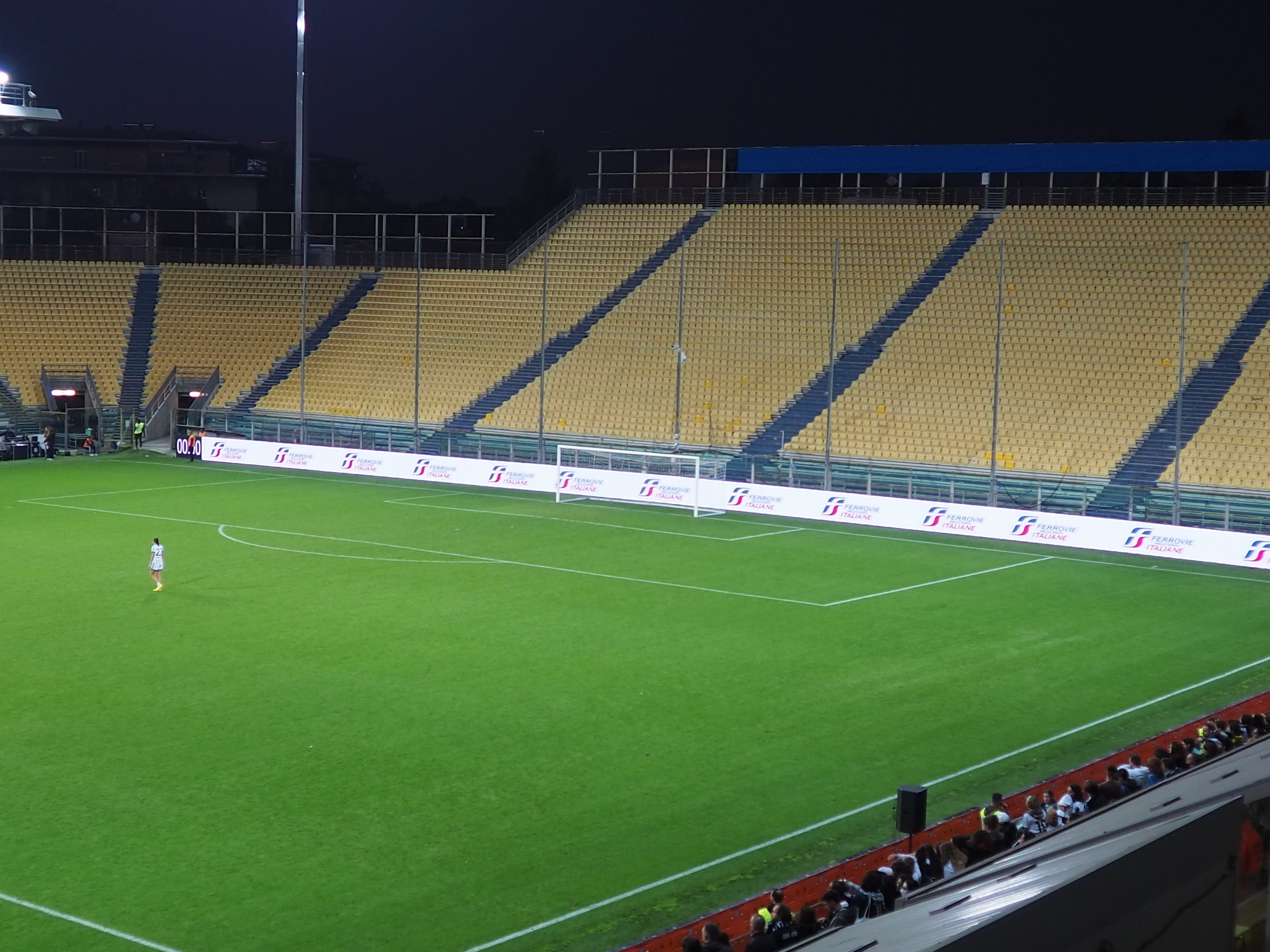
Estadio Ennio Tardini en 2022.

En agosto de 2022 se anunció que jugarían todos sus partidos en el estadio Ennio Tardini, al igual que lo hace su equipo masculino, se convirtió así en el segundo club de la máxima categoría femenina italiana en albergar los partidos de los primeros equipos masculino y femenino en la misma sede, poco después de la Sampdoria.
Dicho recinto fue inaugurado el 16 de septiembre de 1923, remodelado de 1990 hasta 1993, y tiene capacidad para 22.352 espectadores.

## Organigrama deportivo

### Plantilla
Actualizado a febrero de 2023:

### Personal y cuerpo técnico
Actualizado al 17 de julio de 2022:
| Personal del área técnica | Personal del área técnica | Personal del área técnica | Personal del área técnica |
| --- | ------------------------- | ------------------------- | ------------------------- |
| - Domenico Panico - Entrenador - Andrea Giannetti - Asistente técnico - Gianluca Turi - Videoanalista - Giuseppe Martino - Entrenador de porteras - Marco Canolintas - Preparador deportivo en jefe - Giuseppe Morelato - Preparador físico - Federica Miozzi - Nutricionista - Marco Lista - Analista de rendimiento físico |                           |                           |                           |